# Llista de monuments de Calella
Llista de monuments de Calella inclosos en l'Inventari del Patrimoni Arquitectònic Català per al municipi de Calella (Maresme). Inclou els inscrits en el Registre de Béns Culturals d'Interès Nacional (BCIN) amb la classificació de monuments històrics, els béns culturals d'interès local (BCIL) de caràcter immoble i la resta de béns arquitectònics integrants del patrimoni cultural català.
| Monument                                                                                  | Protecció | Estil/època                                       | Localització                                                  | Coordenades                                          | Codi?     | Imatge |
| ----------------------------------------------------------------------------------------- | --------- | ------------------------------------------------- | ------------------------------------------------------------- | ---------------------------------------------------- | --------- | --- |
| Far del Capaspre                                                                          |           | Obra popular XIX, XX                              | Calella Capaspre                                              | 41° 36′ 29″ N, 2° 38′ 47″ E / 41.60807°N,2.64642°E   | IPA-8420  | Far del Capaspre (Calella) · Vegeu més fotos d'aquest monument · Carregueu una nova foto d'aquest monument                                   |
| Mercat Municipal, Mercat de Sant Jaume                                                    | BCIL 2014 | Noucentisme XX                                    | Calella Pl. del Rei                                           | 41° 36′ 58″ N, 2° 39′ 37″ E / 41.6161°N,2.66021°E    | IPA-8421  | Mercat Municipal (Calella) · Vegeu més fotos d'aquest monument · Carregueu una nova foto d'aquest monument                                   |
| Convent i escola de la Companyia de Maria                                                 |           | Historicisme XIX                                  | Calella C. Sant Pere, 12                                      | 41° 37′ 00″ N, 2° 39′ 43″ E / 41.61678°N,2.66194°E   | IPA-8423  | Convent i escola de la Companyia de Maria (Calella) · Vegeu més fotos d'aquest monument · Carregueu una nova foto d'aquest monument          |
| Llinda de l'habitatge al carrer Sant Josep, 59                                            |           | Obra popular XVIII                                | Calella C. Sant Josep, 59                                     | 41° 36′ 53″ N, 2° 39′ 37″ E / 41.6148°N,2.66038°E    | IPA-8424  | Llinda de l'habitatge al carrer Sant Josep, 59 (Calella) · Vegeu més fotos d'aquest monument · Carregueu una nova foto d'aquest monument     |
| Fàbrica Llobet-Guri                                                                       |           | Monumentalisme academicista Eusebi Bona i Puig XX | Calella C. Sant Jaume, 139                                    | 41° 37′ 03″ N, 2° 39′ 41″ E / 41.61761°N,2.66137°E   | IPA-8425  | Fàbrica Llobet-Guri (Calella) · Vegeu més fotos d'aquest monument · Carregueu una nova foto d'aquest monument                                |
| Convent de Sant Agustí                                                                    |           | Barroc XVIII                                      | Calella C. Balmes, 152                                        | 41° 37′ 13″ N, 2° 40′ 00″ E / 41.62036°N,2.66657°E   | IPA-8426  | Convent de Sant Agustí (Calella) · Vegeu més fotos d'aquest monument · Carregueu una nova foto d'aquest monument                             |
| Capelleta de carrer neogòtica, Can Quadras                                                |           | Modernisme XIX                                    | Calella C. Romaní, 26 - c. Església, 20                       | 41° 36′ 48″ N, 2° 39′ 30″ E / 41.61339°N,2.65825°E   | IPA-8427  | Capelleta de carrer neogòtica (Calella) · Vegeu més fotos d'aquest monument · Carregueu una nova foto d'aquest monument                      |
| La Torre, Can Lluís Macaya                                                                | BCIL 1982 | Modernisme XX                                     | Calella C. Anselm Clavé, 93-96                                | 41° 36′ 48″ N, 2° 39′ 43″ E / 41.61333°N,2.66205°E   | IPA-8428  | Can Lluís Macaya (Calella) · Vegeu més fotos d'aquest monument · Carregueu una nova foto d'aquest monument                                   |
| Balaustrada Passeig de Mar Manuel Puigvert                                                | BCIL 2022 | Obra popular XIX, XX                              | Calella Pg. de Mar                                            | 41° 36′ 47″ N, 2° 39′ 45″ E / 41.61319°N,2.66256°E   | IPA-8430  | Passeig de Mar Manuel Puigvert (Calella) · Vegeu més fotos d'aquest monument · Carregueu una nova foto d'aquest monument                     |
| Teatre de l'Orfeó Calellenc                                                               |           | Eclecticisme XIX, XX                              | Calella C. Església, 249 - c. Indústria, 47-53                | 41° 36′ 57″ N, 2° 39′ 56″ E / 41.61593°N,2.6656°E    | IPA-8431  | Teatre de l'Orfeó Calellenc (Calella) · Vegeu més fotos d'aquest monument · Carregueu una nova foto d'aquest monument                        |
| Habitatge al carrer Sant Josep, 16, Casa al carrer Jovara, 175                            | BCIL 1982 | Modernisme XX (1900)                              | Calella C. Sant Josep, 16 - c. Jovara, 183-185                | 41° 36′ 49″ N, 2° 39′ 41″ E / 41.61364°N,2.66129°E   | IPA-8432  | Habitatge al carrer Sant Josep, 16 (Calella) · Vegeu més fotos d'aquest monument · Carregueu una nova foto d'aquest monument                 |
| Els Filipinos                                                                             |           | Modernisme XX                                     | Calella C. Jovara, 166 - c. Anselm Clavé, 86                  | 41° 36′ 49″ N, 2° 39′ 40″ E / 41.61351°N,2.661025°E  | IPA-8433  | Els Filipinos (Calella) · Vegeu més fotos d'aquest monument · Carregueu una nova foto d'aquest monument                                      |
| Església arxiprestal de Santa Maria i Sant Nicolau de Calella                             |           | Neoclassicisme, barroc XVIII                      | Calella Pl. de l'Església, 25                                 | 41° 36′ 50″ N, 2° 39′ 30″ E / 41.61375°N,2.65833°E   | IPA-8434  | Església arxiprestal de Santa Maria i Sant Nicolau (Calella) · Vegeu més fotos d'aquest monument · Carregueu una nova foto d'aquest monument |
| Can Salvador de la Plaça, Can Palmada, Can Sivilla                                        | BCIL 1982 | Gòtic tardà, obra popular XVI                     | Calella Pl. Ajuntament, 30 - Església, 1 - Bisbe Sivilla, 11  | 41° 36′ 48″ N, 2° 39′ 27″ E / 41.61335°N,2.65762°E   | IPA-8437  | Can Sivilla (Calella) · Vegeu més fotos d'aquest monument · Carregueu una nova foto d'aquest monument                                        |
| Can Basart                                                                                | BCIL 1982 | Obra popular XIX                                  | Calella Pl. Ajuntament, 5-6                                   | 41° 36′ 48″ N, 2° 39′ 26″ E / 41.6132°N,2.65728°E    | IPA-8438  | Can Basart (Calella) · Vegeu més fotos d'aquest monument · Carregueu una nova foto d'aquest monument                                         |
| Can Rodona                                                                                | BCIL 1982 | Gòtic tardà, obra popular XVI                     | Calella C. Francesc Bartrina, 44                              | 41° 36′ 47″ N, 2° 39′ 28″ E / 41.61318°N,2.65775°E   | IPA-8439  | Can Rodona (Calella) · Vegeu més fotos d'aquest monument · Carregueu una nova foto d'aquest monument                                         |
| Finestral gòtic de Can Llort                                                              |           | Gòtic tardà, Obra popular XIV                     | Calella C. Francesc Bartrina, 21                              | 41° 36′ 45″ N, 2° 39′ 29″ E / 41.61263°N,2.65798°E   | IPA-8440  | Finestral gòtic de Can Llort (Calella) · Vegeu més fotos d'aquest monument · Carregueu una nova foto d'aquest monument                       |
| Capella de Sant Elm, Capella de Sant Quirze i Santa Julita                                | BCIL 1982 | Gòtic-Renaixement XV                              | Calella C. Francesc Bartrina, 18 - c. Jovara, 87              | 41° 36′ 45″ N, 2° 39′ 29″ E / 41.61258°N,2.65813°E   | IPA-8441  | Capella de Sant Elm (Calella) · Vegeu més fotos d'aquest monument · Carregueu una nova foto d'aquest monument                                |
| Can Bartrina                                                                              | BCIL 1982 | Gòtic, Obra popular XIV                           | Calella C. Francesc Bartrina, 18-20                           | 41° 36′ 46″ N, 2° 39′ 29″ E / 41.61266°N,2.65807°E   | IPA-8442  | Can Bartrina (Calella) · Vegeu més fotos d'aquest monument · Carregueu una nova foto d'aquest monument                                       |
| Mas Salvador de Capaspre                                                                  | BCIL 1982 | Obra popular XVI                                  | Calella Capaspre, ctra. d'Hortsavinyà                         | 41° 37′ 31″ N, 2° 38′ 38″ E / 41.6254°N,2.64378°E    | IPA-8443  | Mas Salvador de Capaspre (Calella) · Vegeu més fotos d'aquest monument · Carregueu una nova foto d'aquest monument                           |
| Museu Arxiu Municipal Josep Maria Codina Bagué                                            | BCIL 2010 | Obra popular XVII                                 | Calella C. Escoles Pies, 36                                   | 41° 36′ 46″ N, 2° 39′ 26″ E / 41.61281°N,2.65732°E   | IPA-8444  | Museu Arxiu Municipal Josep Maria Codina Bagué (Calella) · Vegeu més fotos d'aquest monument · Carregueu una nova foto d'aquest monument     |
| Grup Escolar, Biblioteca Popular Costa i Fornaguera, antigues Escola i Biblioteca Pública | BCIL 2023 | Noucentisme XX                                    | Calella C. Sant Jaume, 151                                    | 41° 37′ 04″ N, 2° 39′ 44″ E / 41.61771°N,2.66225°E   | IPA-8445  | Antiga Biblioteca Popular Costa i Fornaguera (Calella) · Vegeu més fotos d'aquest monument · Carregueu una nova foto d'aquest monument       |
| Conjunt de torres de telegrafia de la Patona, Les Torretes                                | BCIL 1982 | Obra popular XIX Inici                            | Calella Cim del Capaspre                                      | 41° 36′ 28″ N, 2° 38′ 31″ E / 41.60783°N,2.64181°E   | IPA-8446  | Les Torretes (Calella) · Vegeu més fotos d'aquest monument · Carregueu una nova foto d'aquest monument                                       |
| Escorxador Municipal de Calella i Torre de l'Aigua                                        | BCIL 2023 | Noucentisme Jeroni Martorell i Terrats XX (1927)  | Calella Rierany d'en Valldenguli                              | 41° 36′ 35″ N, 2° 38′ 51″ E / 41.60985°N,2.6475°E    | IPA-8447  | Escorxador Municipal (Calella) · Vegeu més fotos d'aquest monument · Carregueu una nova foto d'aquest monument                               |
| Can Galceran, Can Giol                                                                    | BCIL 1982 | Gòtic tardà XVI                                   | Calella Pl. Ajuntament, 16                                    | 41° 36′ 48″ N, 2° 39′ 24″ E / 41.61328°N,2.65675°E   | IPA-8448  | Can Galceran (Calella) · Vegeu més fotos d'aquest monument · Carregueu una nova foto d'aquest monument                                       |
| Hostal Vell, Can Saleta                                                                   | BCIL 1982 | Obra popular XVIII                                | Calella C. Sant Jaume, 225                                    | 41° 36′ 55″ N, 2° 39′ 28″ E / 41.615316°N,2.657851°E | IPA-32988 | Hostal Vell (Calella) · Vegeu més fotos d'aquest monument · Carregueu una nova foto d'aquest monument                                        |
| Can Mainegre, Can Garriga                                                                 | BCIL 1982 | Obra popular XVI-XVII                             | Calella C. Bruguera, 2 - c. Raval, 8-10                       | 41° 36′ 51″ N, 2° 39′ 32″ E / 41.614075°N,2.658867°E | IPA-36195 | Can Mainegre (Calella) · Vegeu més fotos d'aquest monument · Carregueu una nova foto d'aquest monument                                       |
| Cal Menuts                                                                                |           | Modernisme XIX Final                              | Calella C. Jovara, 156 - c. Anselm Clavé, 81                  | 41° 36′ 48″ N, 2° 39′ 39″ E / 41.61334°N,2.66073°E   | IPA-38463 | Cal Menuts (Calella) · Vegeu més fotos d'aquest monument · Carregueu una nova foto d'aquest monument                                         |
| Ca l'Aleix Serra                                                                          |           | Modernisme XIX Final                              | Calella C. Església, 139                                      | 41° 36′ 53″ N, 2° 39′ 43″ E / 41.6147°N,2.66208°E    | IPA-38464 | Ca l'Aleix Serra (Calella) · Vegeu més fotos d'aquest monument · Carregueu una nova foto d'aquest monument                                   |
| Refugi antiaeri del Parc Dalmau                                                           | BCIL 2009 |                                                   | Calella                                                       | 41° 37′ 02″ N, 2° 39′ 34″ E / 41.61718°N,2.65948°E   | IPA-40519 | Refugi antiaeri del Parc Dalmau (Calella) · Vegeu més fotos d'aquest monument · Carregueu una nova foto d'aquest monument                    |
| Can Dalmau                                                                                |           | Noucentisme 1920                                  | Calella C. Sant Pere, 1-15 - c. Anselm Clavé, 119 - c. Jovara | 41° 36′ 51″ N, 2° 39′ 47″ E / 41.61413°N,2.66313°E   | IPA-52650 | Carregueu una nova foto d'aquest monument |
| Casa Marré                                                                                |           | Noucentisme 1941-1942                             | Calella C. Raval, 19                                          | 41° 36′ 52″ N, 2° 39′ 30″ E / 41.61451°N,2.65825°E   | IPA-52651 | Casa Marré (Calella) · Carregueu una nova foto d'aquest monument                                                                             |
| Parc Dalmau                                                                               | BCIL 2023 | Noucentisme 1925                                  | Calella C. Sant Jaume, 269 - av. Parc                         | 41° 37′ 03″ N, 2° 39′ 32″ E / 41.61746°N,2.6588°E    | IPA-52652 | Parc Dalmau (Calella) · Vegeu més fotos d'aquest monument · Carregueu una nova foto d'aquest monument                                        |
| Caseta i maquinària de treure barques                                                     | BCIL 2013 | 1918                                              | Calella Pg. Manel Puigvert                                    | 41° 36′ 48″ N, 2° 39′ 49″ E / 41.61320°N,2.66366°E   | IPA-53798 | Carregueu una nova foto d'aquest monument |